# Линия (Чад)
Линия (фр. Linia) — небольшой город и супрефектура в Чаде, расположенный на территории региона Шари-Багирми. Входит в состав департамента Шари.

## Географическое положение
Город находится в юго-западной части Чада, на правом берегу реки Бахр-Линия, на высоте 294 метров над уровнем моря.
Населённый пункт расположен на расстоянии приблизительно 18 километров к востоку-юго-востоку (ESE) от столицы страны Нджамены.

## Население
По данным официальной переписи 2009 года численность населения Линии составляла 47 656 человек (23 602 мужчины и 24 054 женщины). Население супрефектуры по возрастному диапазону распределилось следующим образом: 51 % — жители младше 15 лет, 43 % — между 15 и 59 годами и 6 % — в возрасте 60 лет и старше.

## Транспорт
Ближайший аэропорт расположен в Нджамене.